# Álfheim

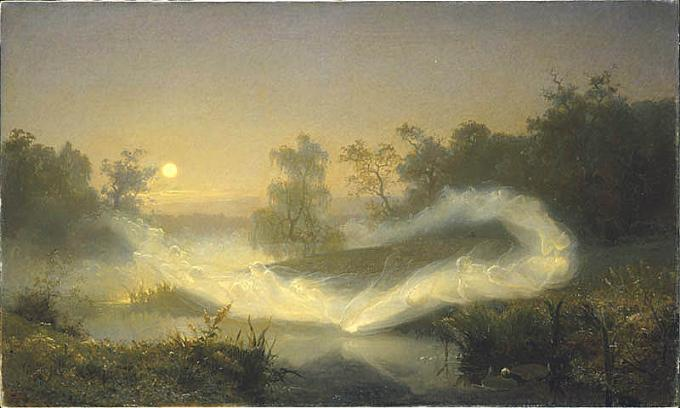
Obraz Augusta Malmströma „Álfheim”

Álfheim (staroisl. Alfheimr – „Domostwo Alfów”) – w mitologii nordyckiej kraina położona pomiędzy niebem a ziemią, zamieszkana przez Elfy.
Jest to kraina położona na południowy wschód od Oslo i na północ od Goeteborga, między rzekami Gautelfr (Gotälven) i Raumelfr, Snorri Sturluson przedstawia także dynastię panującą w Alfheim – ostatnim królem tej krainy miał być Gandalf.